# Castielfabib
Castielfabib es una villa, localidad y municipio español perteneciente a la provincia de Valencia y a la comarca del Rincón de Ademuz, que constituye un exclave administrativamente perteneciente a la Comunidad Valenciana, pero situado entre tierras de Teruel (Aragón) y Cuenca (Castilla-La Mancha). Su población es de 287 habitantes (INE 2024). Se trata de un municipio castellanohablante, en el que el castellano cuenta con el predominio lingüístico reconocido legalmente.
Tiene una extensión de 106,3 km², lo que lo hace el municipio más extenso de la comarca del Rincón.
Está formado por seis núcleos de población (Arroyo Cerezo, Castielfabib, Cuesta del Rato, Mas de Jacinto, Mas de los Mudos y Los Santos), de los cuales únicamente dos superan el centenar de habitantes (Castielfabib y Los Santos).

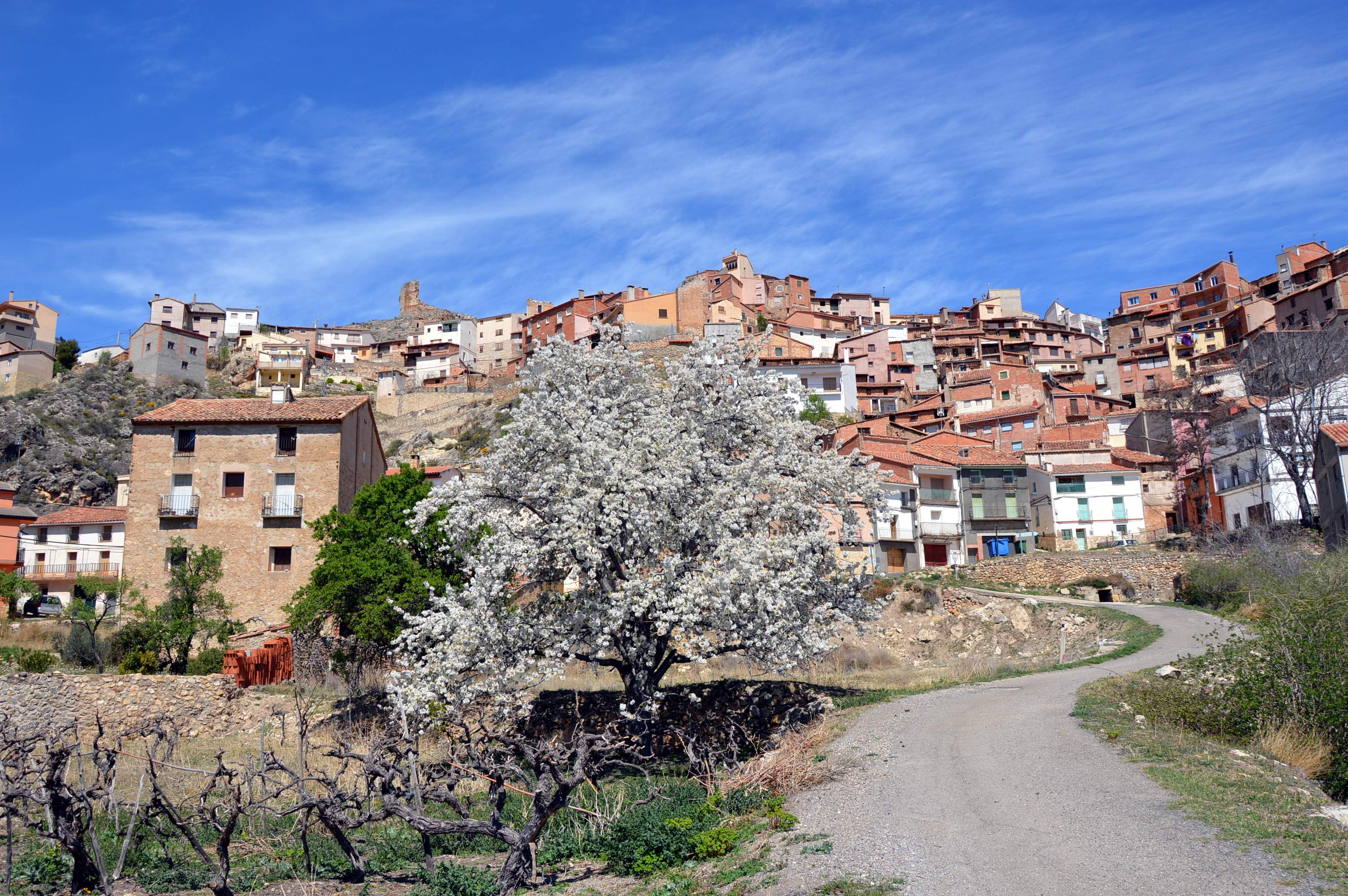
Vista parcial de Castielfabib (Valencia), desde la Vega Zaragoza, con detalle de cerezo en flor.

El origen de la palabra «Castielfabib» se puede remontar hasta la conquista romana de Hispania que es cuando la villa recibió el nombre «Castellum Fabio» (Castillo de Fabio), este nombre se debe al gran castillo que domina la población desde el «monte Fabio», cuyo baluarte era llamado en esa época «Castrum Fabii».
El origen de la palabra «Castielfabib» se puede remontar hasta la conquista romana de Hispania que es cuando la villa recibió el nombre «Castellum Fabio» (Castillo de Fabio), este nombre se debe al gran castillo que domina la población desde el «monte Fabio», cuyo baluarte era llamado en esa época «Castrum Fabii».
El nombre latino varió hacia el 714 o 716, fecha de la invasión musulmana de las tierras castieleras en el contexto de la invasión de la península ibérica, al nombre de «Qastil al'Habib» (o «Qastyl-Al-Habib») (Castillo Amigo). Con la conquista cristiana llevada a cabo por el rey Pedro II de Aragón en el año 1210, cuando quedó ya definitivamente el nombre de Castielfabib.
Por lo que respecta a la toponimia menor se conservan microtopónimos coincidentes con el aragonés, como Val, Cambra o Casa de la Villa (antes que ayuntamiento).

## Geografía
El término municipal de Castielfabib está situado en el extremo noroeste de la comarca del Rincón de Ademuz. El pueblo se sitúa a 151 kilómetros de la capital valenciana. El municipio está atravesado por la carretera N-330 entre los pK 270 y 274, por la carretera N-420, que une Cuenca con Teruel, y por la carretera local CV-479 que permite la comunicación con El Cuervo.

La superficie municipal es montañosa, comprendiendo altitudes entre los 1558 m al oeste en los Montes Universales y los 740 m a orillas del río Turia. Las alturas más importantes de Castielfabib son: Cruz de los Tres Reinos (1558 m), Muela del Royo (1515 m), El Cabezo (1447 m), El Hontanar (1344 m) y Alto de la Morrita (1240 m), pertenecientes a los Montes Universales. El río Turia penetra en el término por el norte, sirviendo de límite con Teruel, que recibe las aguas del río Riodeva y del río Ebrón, el último de los cuales desemboca ya en Torrebaja.

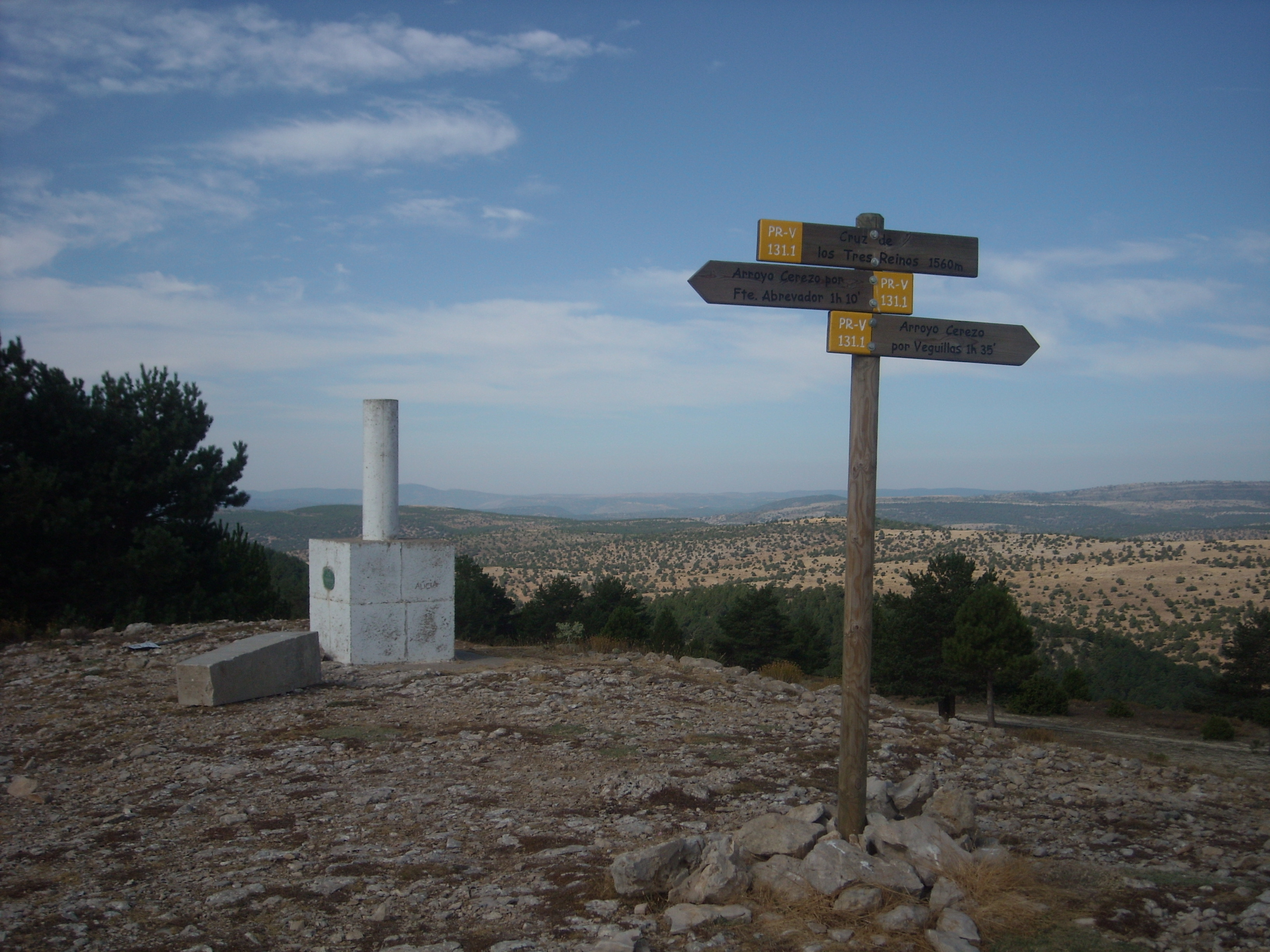
Vista de la Cruz de los Tres Reinos.

La localidad de Castielfabib es conocida como «el Pequeño Albarracín», encontrándose sobre un cerro en la margen derecha del río Ebrón y se encuentra a 927 m sobre el nivel del mar.

### Barrios y pedanías
En el término municipal de Castielfabib se encuentran también los siguientes núcleos de población:
- Arroyo Cerezo.[8] Conocido popularmente como «el Royo»,[9] es una aldea de Castielfabib fundada en el siglo XVI,[10] está situada al este[11] de la localidad de Castielfabib. En ella se encuentra la iglesia parroquial de san Joaquín y santa Bárbara,[12] construida en el siglo XVII en estilo neoclásico. Es curiosa su disposición en tres barrios (El barrio de Arriba, el barrio de Enmedio y el barrio de Abajo).[13] Es el punto habitado de más altitud de la Comunidad Valenciana.[10]
- Cuesta del Rato.[14] Conocido popularmente como «la Cuesta», es una aldea de Castielfabib que está situada al norte[11] de la localidad de Castielfabib. En ella se encuentra la ermita de san Diego (también conocida como de la Inmaculada Concepción), construida en el siglo XVIII, siendo de interés por no haber sido reformada en los siglos sucesivos a su construcción, como no suele ser frecuente en las ermitas de la villa.
- Mas de Jacinto.[15] Conocido popularmente como «la Masada»,[16] es una aldea de Castielfabib que está situado al noroeste[11] de la localidad de Castielfabib. En ella se encuentra la ermita de san Sebastián, construida en el siglo XVII. Esta aldea se extiende sobre un alto que asoma a la vega del Turia, en su confluencia con la rambla de Valdeagua o de san Sebastián.
- Mas de los Mudos.[17] Conocido popularmente como «la Masadica»,[18] es una aldea de Castielfabib que está situado al oeste[11] de la localidad de Castielfabib. Es la aldea más pequeña y menos poblada del término municipal de la villa de Castielfabib y además es la única aldea que no tiene ninguna ermita. Está situada entre la aldea de Torrealta y Torrebaja, en un alto de la vega del Turia.
- Los Santos.[19] Es una aldea de Castielfabib que está situado al sur[11] de la localidad de Castielfabib, se emplaza en la confluencia de los ríos Ebrón y Turia, cerca del municipio de Torrebaja. Posee la iglesia parroquial de san Marcos, construida en el siglo XVIII, aunque fuertemente reformada a mediados del siglo pasado. Es la aldea de la villa de Castielfabib más poblada.

Además, la villa de Castielfabib cuenta con varios caseríos, casas y corrales dispersos por su término municipal, entre las que destacan:
- Casa de las Monjas, al sureste del término municipal de Castielfabib.[11]
- Caserío de barranco Hondo, al sureste del término municipal de Castielfabib.[11]
- Corral de Bautista, al suroeste del término municipal de Castielfabib.[11]
- Corral del tío Peña, al norte del término municipal de Castielfabib.[11]
- Corrales de la Hoya Roque, al norte del término municipal de Castielfabib.[11]
- Corrales de la Hoya Gil, al norte del término municipal de Castielfabib.[11]
- El Hontanar, al oeste del término municipal de Castielfabib.[11]
- Casas de la Tóveda de Abajo, al suroeste del término municipal de Castielfabib.[11]
- Casas de la Tóveda de Arriba, al suroeste del término municipal de Castielfabib.[11]

### Localidades limítrofes
El término municipal de Castielfabib limita al sur con las localidades de Vallanca, Ademuz y Torrebaja, todas ellas en la misma comarca que Castielfabib, la del Rincón de Ademuz, en la provincia de Valencia, Comunidad Valenciana.
Además, limita por el oeste con Salvacañete de la provincia de Cuenca, en la comunidad autónoma de Castilla-La Mancha; también limita por el norte y este con Tormón, Veguillas de la Sierra, El Cuervo, Tramacastiel y Libros, todos ellos en la comarca de la Comunidad de Teruel, en la provincia homónima, en la comunidad autónoma de Aragón.
| Noroeste: Salvacañete (Cuenca)         | Norte: Veguillas de la Sierra (Teruel), El Cuervo (Teruel) y Tormón (Teruel) | Noreste: Tramacastiel (Teruel) |
| Oeste: Salvacañete (Cuenca) y Vallanca |                                                                              | Este: Libros (Teruel)          |
| Suroeste: Vallanca                     | Sur: Vallanca y Ademuz                                                       | Sureste: Torrebaja             |

## Historia

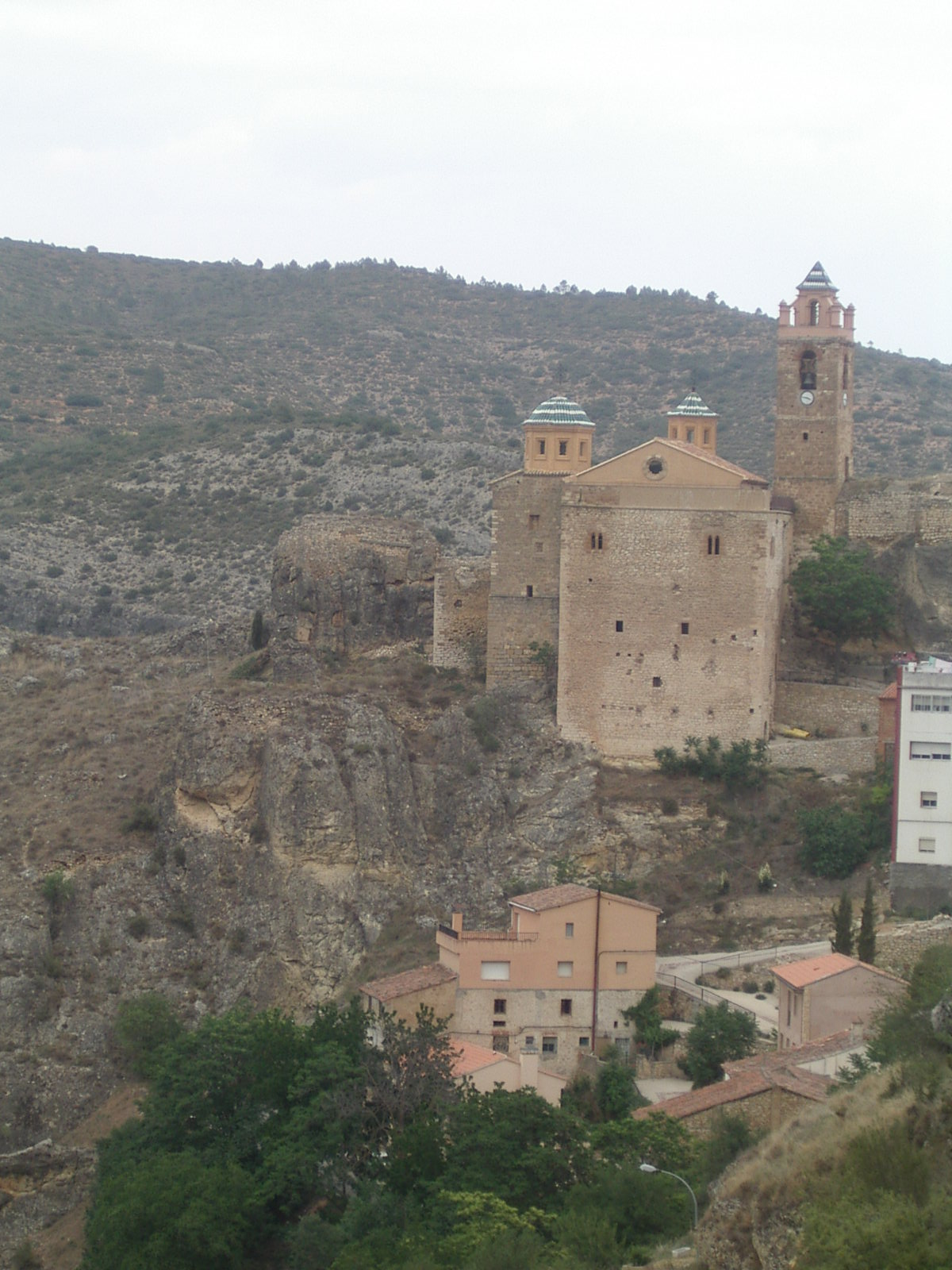
Vista de la Iglesia-fortaleza de Castielfabib.

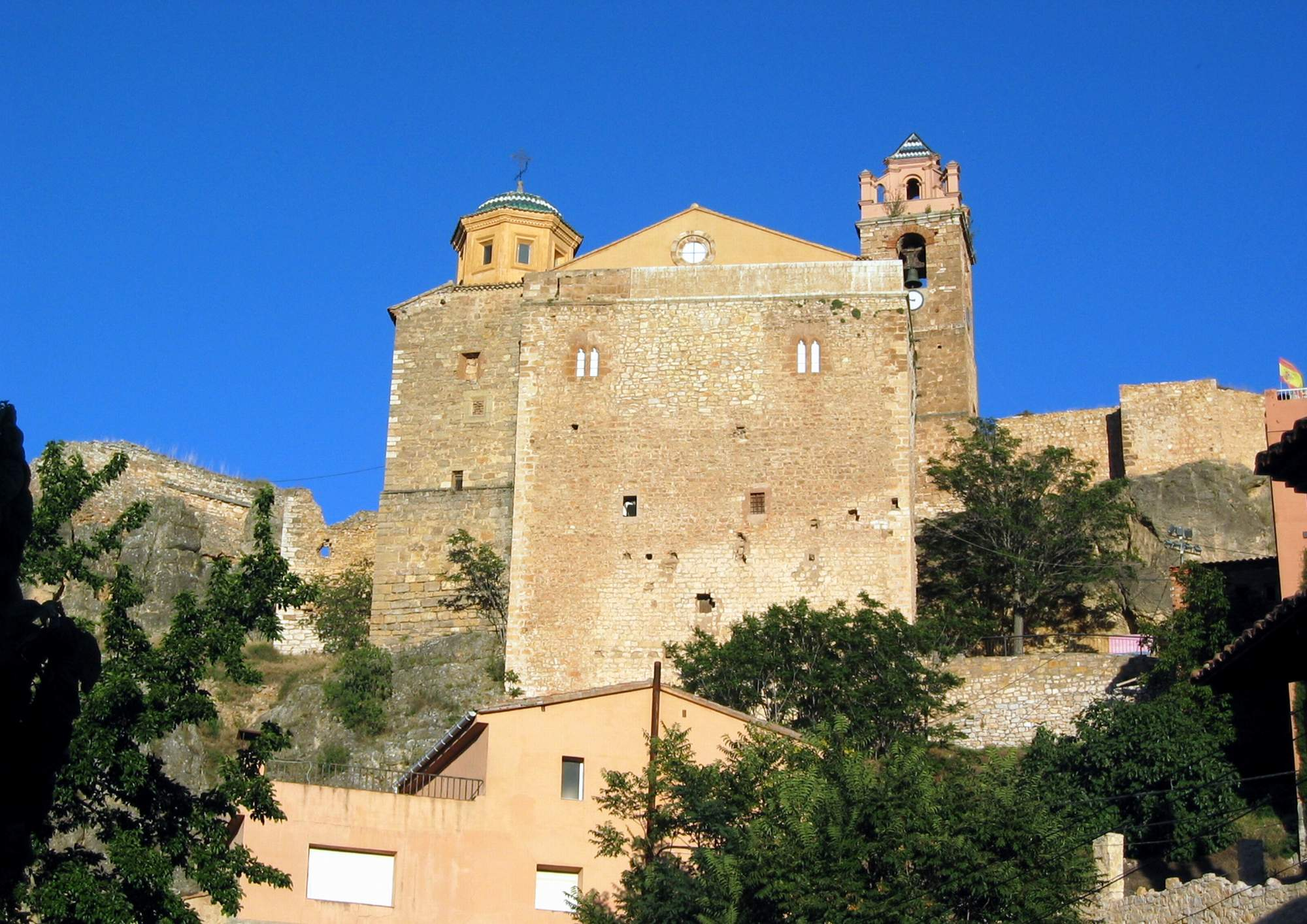
Vista frontal (noroccidental) de la Iglesia-fortaleza de Castielfabib (Valencia).

Castielfabib constituye, junto con Ademuz, una de las dos villas históricas de la comarca del Rincón de Ademuz: desde la conquista cristiana por parte de los aragoneses, en el siglo XIII, ambas fueron incorporadas al dominio real como villas de realengo y tuvieron representación en Cortes.
Sus orígenes, sin embargo, son mucho más antiguos. En la Solana del Soreico, existen restos de la Edad del Bronce, quizás de un poblado de esta cultura, sobre el que se levantó, ya en la Edad del Hierro, otro establecimiento ibérico. Restos romanos aparecen en el Castillo de Fabio, al oeste de la villa. En la partida del Castillejo Los Santos, se encontró en 1955 un fragmento de lápida romana, que resultó se un ara votiva, que se conserva en el Museo de Prehistoria de Valencia.

### Edad Media
No se tiene información de la villa de Castielfabib durante la época visigoda, pero se sabe que las tierras de la villa fueron conquistadas entre el 714 y el 716, y permanecieron bajo dominio musulmán algo menos de cinco siglos, 495 años. Los sarracenos llamaron al castillo de Castielfabib «Qastyl-al'Habib», castillo amigo. El castillo y villa perteneció primero a la taifa de Alpuente para pasar posteriormente al dominio de la taifa de Albarracín; en ese momento se hablaba de la importante fortaleza de Castielfabib, la cual era inexpugnable. Finalmente cayó en manos de los almohades de Valencia. Los cristianos llamaron a estas tierras «in extremo sarracenom».
En el año 1179 se firmó el tratado de Cazola entre las coronas de Aragón y Castilla, en el cual delimitaban las fronteras de las nuevas conquistas y de los nuevos reinos aún para conquistar. En este tratado la villa de Castielfabib y la comarca del Rincón pasaron a formar parte del aún no reconquistado reino de Valencia.
La reconquista cristiana del antiguo reino de Valencia comenzó precisamente por la villa de Castielfabib en el Rincón, siendo conquistada en 1210 por Pedro II de Aragón. Fue conquistada tras un largo asedio al castillo, una vez terminada la conquista de la comarca del Pre-Rincón y una vez expugnado este, el rey de Aragón presidió en el castillo de Castielfabib las Cortes Generales de Aragón durante tres días. Fue recuperada posteriormente por los musulmanes. Fue definitivamente conquistada por Jaime I, que fundaría el reino de Valencia en 1238, quedó como lugar de la Corona, cediéndose los diezmos al Temple. En 1273 se confirmó la presencia de la villa de Castielfabib en el Reino de Valencia por el tratado de Almizra. En 1304, fue empeñada por Jaime II a Gil Ruiz de Lihori en garantía de un préstamo. En 1319 al ser disuelta la Orden del Temple, sus derechos pasaron a la de Montesa, que constituyó la baronía de Castielfabib, formada por el territorio del Rincón. A pesar de los diversos tratados en los que se decía que la villa pertenecía al Reino de Valencia, fue anexionada dos veces a Teruel.
Tras la construcción de la iglesia fortaleza de Nuestra Señora de los Ángeles en fecha desconocida, erigida donde antes estuvo la sala principal de la fortaleza de Castielfabib, la villa fue sede del primer sínodo que convocó el recién nombrado obispo de Segorbe, Elías de Perigeux (que fue obispo de 1357 hasta 1363), para los clérigos de su diócesis, esto ocurrió entre el 23 y el 28 de mayo de 1358. Don Elías fue un clérigo francés de la sede pontificia de Aviñón (Francia), el primer obispo sogobricense nombrado por un papa, a la sazón lo era Inocencio VI (1352-1362).
A partir del siglo XIV los datos que conocemos sobre Castielfabib no hacen sino aludir a los continuos conflictos bélicos que desde 1364 con la guerra de Castilla no dejaron de sucederse, causando continuas devastaciones en el conjunto de la villa y su castillo. Durante esas fechas se volvieron a fortificar diversas fortalezas de las coronas de España, debido a las guerras que existían entre ellas, y el castillo de Castielfabib no fue una excepción. Durante la guerra de los dos Pedros, ocurrida entre los años 1356 y 1367, la fortaleza destacó por su ubicación e inexpugnabilidad. Otra de las muchas batallas es la llamada «de las Huesas» entre Castielfabib y Cañete para conseguir la imagen de la Virgen de la Zarza.
En 1390, hubo una disputa entre la orden de Montesa y el obispado por la intervención religiosa en la villa, siendo necesaria la intervención del Papa para solucionarla. Como villa real, Castielfabib enviaba periódicamente su síndico a las Cortes Valencianas.
En el mes de mayo del año 1393, el rey de Aragón Juan I autoriza los estatutos de las cofradías de santa María (Madonna Santa María) y señor san Guillermo (beneventurat senyer sant Guillem). El mismo rey autorizó el derecho de adquirir y de poseer bienes de realengo a la orden de ermitaños de san Agustín en el término de la villa de Castielfabib, este está datado en el 1 de abril del año 1394 y a finales del siglo XIV se asentó la primera orden monástica de Castielfabib y el Rincón, la orden agustina. Los agustinos fundaron por esas fechas el convento de Nuestra Señora de Gracia, una advocación típica de esta congregación. El prior y la comunidad del monasterio de los Hermanos de la Orden de san Agustín pidieron al rey de Aragón Martín I la creación de una nueva cofradía, la cofradía de santa María de Gracia (madona sancta María de gracia), el rey aceptó la creación de esta el 15 de marzo de 1402. En el año 1425 se produjo la visita del obispo de Segorbe a la iglesia parroquial de Castielfabib, donde se realizó un inventario, este inventario muestra un rico patrimonio, aunque es bastante menos de lo que debió tener con anterioridad a la guerra de los dos Pedros, en la cual los castellanos robaron bastantes bienes de la iglesia castielera. De ese mismo año son las primeras referencias a la Casa de la Villa de Castielfabib, en las que se nombra primero un lugar de reunión con una arcada (logia, parte inferior de la Casa de la Villa) y posteriormente un día en el que el consejo de la villa se reunió en la sala noble, salón superior a la zona de arcadas.

### Edad Moderna
La Villa de Castielfabib perdió valor estratégico en el siglo XVI, debido a la unión de las Coronas de Aragón y de Castilla, aunque aún era un territorio de frontera, pero ya no era tan disputado como lo fue antes, durante los últimos siglos de la Edad Media. Durante el siglo XVI se llevaron a cabo unas modificaciones en el templo parroquial de la villa, el de Nuestra Señora de los Ángeles, aunque no fueron significativas.
A inicios del siglo XVI se marcharon los agustinos, que habían ocupado el convento de Nuestra Señora de Gracia desde el siglo XIV. A mediados de este siglo llegaron los carmelitas de Aragón, de cuya posesión se tienen escasas referencias; no obstante, allí estaban en 1563. Pocos años después, al comienzo del último tercio del siglo XVI, el convento fue ocupado por los Franciscanos Observantes de Valencia, que lo poseyeron desde 1577 hasta 1835, fecha en que lo desalojaron definitivamente por la Desamortización.
El 27 de junio del año 1600 tuvo lugar la visita del obispo de Segorbe, Feliciano de Figueroa, a la villa de Castielfabib y a la comarca del Rincón, durante esta visita se llevó a cabo el inventario del patrimonio de la iglesia parroquial de Nuestra Señora de los Ángeles, un patrimonio bastante crecido respecto al anterior, datado en 1425, este último realizado después de varios saqueos por parte de los castellanos en el contexto de la guerra de los Dos Pedros, del inventario del 1600 son de destacar el capítulo relativo a la plata, notablemente crecida respecto al inventario de 1425, y el de la ropa. También es de destacar la mención a las reliquias de San Guillermo, y a la presencia de un pergamino con el sello de la villa.
A inicios del siglo XVII fue fundada la aldea de Torrebaja, tras la expulsión de los moriscos de España (1609-1614). Con el mayorazgo que fundaron los Ruiz de Castellblanque. De uno de aquellos primeros señores conocemos sus últimas voluntades: Testamento de don Diego Ruiz de Castellblanque, señor de Torrebaja (1638). De esa misma época es Jaime Ruiz de Castellblanque, famoso bandolero de Torrebaja que aterrorizó a las villas Castielfabib y Ademuz, además de villas y lugares en los reinos de Aragón y Castilla, finalmente el bandolero fue ajusticiado en Madrid.
También durante el siglo XVII se construyó la capilla de San Guillermo y la sacristía de la iglesia parroquial, a mediados de este siglo Martín Cuenca Añón, vecino castielero, dejó en su testamento su casa para que fuera la residencia del cura párroco de Castielfabib, ya que en ese momento vivía en la llamada Casa del Sacristán (actualmente en ruinas), que se encontraba en la Villa Vieja, fuera del núcleo habitado en ese momento. La casa del cura, conocida como Casa Abadía, es una casa señorial, construida sobre una antigua torre de defensa de la muralla medieval de Castielfabib. También a mediados de ese mismo siglo, el Hospital de Pobres de Castielfabib entró en una lenta pero imparable decadencia.
La Guerra de Sucesión (1700-1714) no tuvo mucha relevancia en la zona de Castielfabib y el Rincón. A finales del siglo XVIII es conocida la adquisición de unas tallas del maestro valenciano José Esteve Bonet, de las que se destacan las citadas por el biógrafo y familiar del artista, José Vicente Martí Mallol, una Piedad, un San Guillermo con crucifijo y ángel en la peana, y un crucifijo para la sacristía.

### Edad Contemporánea
La villa de Castielfabib y su castillo fueron ocupados por los franceses durante la guerra de la Independencia. Los franceses utilizaron los pisos inferiores de la iglesia fortaleza de Castielfabib como cárcel y comandancia. Atendiendo a razones de utilidad pública, durante la ocupación francesa se decretó en 1810 una nueva división territorial por José I de España, donde se asignaba Castielfabib y la comarca del Rincón a la subprefectura de Teruel, en la prefectura del Alto Guadalaviar. Esta división territorial no se llevó a cabo a causa del efímero reinado del hermano de Napoleón Bonaparte, José Bonaparte-.
Por el mismo motivo de la utilidad pública, en la división territorial de 1822, diseñada por Felipe Bauzá y por José Agustín de Larramendi, el Rincón y Castielfabib pasaban también a la provincia de Teruel. Sin embargo esta reforma territorial no se llevó a cabo por causa análoga a la de 1810, ya que en 1823 ocupaba de nuevo el trono Fernando VII de España con ayuda de los Cien Mil Hijos de San Luis y revocaba todo lo acordado durante el anterior periodo liberal (Trienio Constitucional, 1820-1823). También en el año 1822 se llevó a cabo la primera desamortización de los bienes eclesiásticos, resultando el convento castielero de San Guillermo exclaustrado. Esta desamortización no fue definitiva, por la misma causa que no fue definitiva la división territorial dictada durante el Trienio Liberal, el regreso al trono de Fernando VII.
Castielfabib fue invadido en 1835, durante la Primera Guerra Carlista. Durante el periodo de la invasión, se reconstruyó el castillo de Castielfabib para defender la zona. En 1840 las tropas constitucionales hicieron una incursión en territorio carlista, alzando planos y dibujos sobre la fortificación de la villa, el capitán Manfredo Fanti de origen italiano y al servicio de las tropas leales a Isabel II fue el encargado de alzar los planos, en estos planos destaca la fortificación de la iglesia y la reconstrucción del castillo, así como la reconstrucción de la antigua torre defensiva de base hexagonal llamada La Torreta, que protegía la entrada a la villa desde Teruel y Cuenca. Ese mismo año entraron las tropas nacionales a la villa y dinamitaron el castillo y las fortificaciones realizadas por los carlistas, actualmente quedan vestigios de estas fortificaciones.

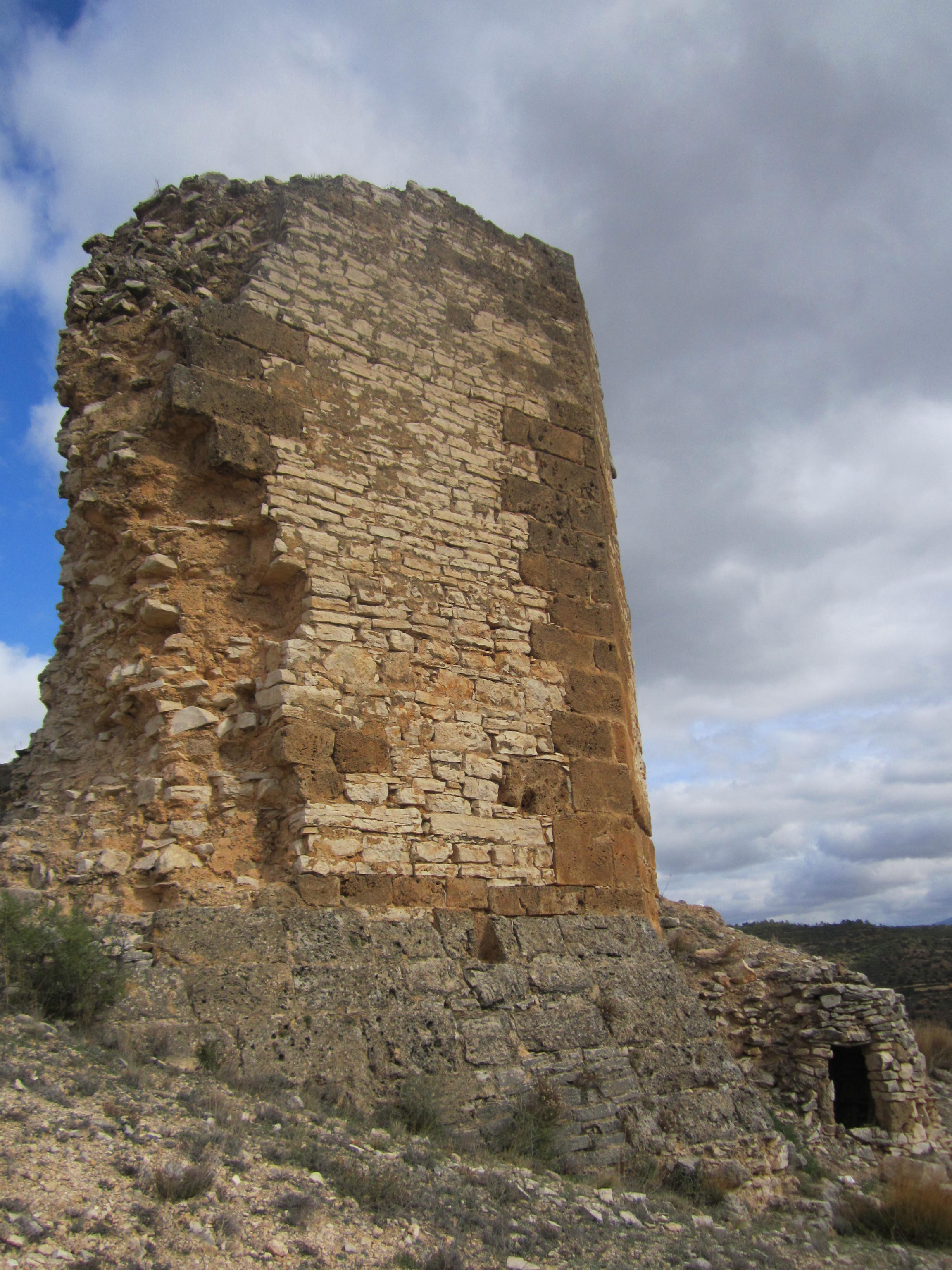
Ruinas de la Torreta, 2014

El primero de septiembre de 1835 el convento castielero fue exclaustrado definitivamente a causa de la desamortización de Mendizábal, acabando con 258 años de presencia de los franciscanos en Castielfabib. Los bienes patrimoniales del convento empezaron a ser vendidos en 1822, durante la breve exclaustración. En esa fecha se vendió el altar mayor, sin la talla de San Guillermo, a la parroquia de Casas Bajas, además de otras tallas. En 1835 quedaban en el convento los utensilios necesarios para celebrar misa, los utensilios de la casa conventual y unas tallas que pasaron a la parroquia de Castielfabib, una talla de San Guillermo a tamaño natural procedente del Altar Mayor, así como el grupo que lo coronaba, un San Miguel Arcángel con el Maligno, y una talla de la Virgen de la Salud.
Los dos Términos Generales que existieron originalmente en la comarca del Rincón, Castielfabib y Ademuz, fueron fragmentándose con el paso del tiempo. Esta fragmentación no afectó de manera especial al de Castielfabib, manteniendo su término municipal prácticamente invariable desde tiempos medievales; desde la Edad Media únicamente se ha constituido un término municipal a costa del territorio de Castielfabib: Torrebaja (durante la primera mitad del siglo XIX), minúsculo señorío ya existente en la Baja Edad Media.-

## Demografía
Castielfabib cuenta con una población de 287 habitantes (INE 2024).
| Gráfica de evolución demográfica de Castielfabib entre 1842 y 2021                                                  |
| |
| Población de derecho según los censos de población del INE Población de hecho según los censos de población del INE |

En 1826 tenía 1258 habitantes según el Diccionario geográfico-estadístico de España y Portugal de 1826.
Desde la última guerra civil y a lo largo de la segunda mitad del siglo XX ha habido una fuerte emigración, que fundamentalmente se dirigía a Valencia, Puerto de Sagunto y Barcelona. Las condiciones de vida de estos emigrantes han sido plasmadas en las obras de Francisco Candel, destacado intelectual oriundo de la localidad de Casas Altas, en la misma comarca del Rincón, galardonado con la Cruz de Sant Jordi y la Medalla de Oro de la Generalidad de Cataluña. También fue muy significativa la emigración temporal a las vendimias del Languedoc francés.
La evolución demográfica negativa se está invirtiendo ligeramente en los últimos años, fundamentalmente por la llegada de inmigrantes provenientes en su mayoría de Rumanía y del Magreb.

### Pirámide de población
Del análisis de la pirámide de población relativa a 2009 se deduce lo siguiente:
- La población menor de 20 años es el 11,51 % de la población total.
- La población comprendida entre 20-40 años es el 17,83 %
- La población comprendida entre 40-60 años es el 20,23 %
- La población mayor de 60 años es el 50.33 %

Esta estructura de la población es típica en el ámbito rural, en el cual la mayoría de la población es mayor de 60 años, una población envejecida, hay poca gente en edad laborable, y a causa de esto también hay pocos niños. Es una población de baja natalidad y alta mortalidad.

### Población extranjera
En los últimos años se ha producido un aumento relativo de la población extranjera, principalmente del Magreb y de Rumanía, que viven durante todo el año en el municipio, llegando a estar censados 14 extranjeros, a 1 de enero de 2009.
La relación de la población extranjera en función de su sexo y edad es la siguiente:
- Menores de 16 años: 1 varón.
- Entre 16 y 64 años: 5 varones y 5 mujeres.
- Mayores de 65 años: 1 varón y 2 mujeres.

## Economía
Basada tradicionalmente en la agricultura y la ganadería. En las riberas de los ríos hay terrenos de regadíos que producen manzanas, peras, hortalizas y cereales. En la zona de secano se siembran cereales, olivos, almendros y también se cultiva vid. El ganado lanar es el de mayor importancia; le siguen el porcino y el cabrío. Hay un gran número de colmenas.
Actualmente dispone de múltiples alojamientos rurales (casas o apartamentos) dispersos por toda la villa, así como un hostal-albergue con servicios de comedor y piscina, a la entrada de la población desde la carretera N-420, en el paraje de los Centenares. También cuenta con la Oficina de Turismo de la comarca del Rincón, situada en la plaza de la Villa de Castielfabib.

## Administración y política
Desde la recuperación de la democracia en España, se han celebrado nueve elecciones municipales, y han gobernado en la villa cuatro partidos políticos, la UCD, el PSOE, la AIC (Agrupación Independiente de Castielfabib) y el PP. Desde las primeras elecciones municipales, celebradas en el año 1979, hasta el año 1983 gobernó la ciudad la UCD con Emilio Martínez Báguena, le sucedió el PSOE con Diego Bautista Moya en 1983, durante este mandato también fue alcaldesa Carmen Vilajeliu Serra. En 1987 salió elegido Ángel Jarque Castro, de la AIC. Desde 1991 hasta la actualidad la villa ha sido gobernada por el PP, con otro mandato de Emilio Martínez Báguena en 1991, y tres mandatos (de 1995 a 2007) de Vicente Esteban Bueno, un mandato de María Luisa Martínez Calvo en 2007. En las elecciones de 2011 fue elegido alcalde de Castielfabib es Eduardo Aguilar Villalba, siendo reelegido en las de 2015.
| Periodo   | Nombre                                     | Partido |
| --------- | ------------------------------------------ | ------- |
| 1979-1983 | Emilio Martínez Báguena                    | UCD     |
| 1983-1987 | Diego Bautista Moya Carmen Vilajeliu Serra | PSOE    |
| 1987-1991 | Ángel Jarque Castro                        | AIC     |
| 1991-1995 | Emilio Martínez Báguena                    | PP      |
| 1995-1999 | Vicente Esteban Bueno                      | PP      |
| 1999-2003 | Vicente Esteban Bueno                      | PP      |
| 2003-2007 | Vicente Esteban Bueno                      | PP      |
| 2007-2011 | María Luisa Martínez Calvo                 | PP      |
| 2011-2015 | Eduardo Aguilar Villalba                   | PP      |
| 2015-2019 | Eduardo Aguilar Villalba                   | PP      |
| 2019-2023 | Eduardo Aguilar Villalba                   | PP      |
| 2023-act. | Eduardo Aguilar Villalba                   | PP      |

### Concejales obtenidos por cada partido político desde 1979
| Concejales por partido en las elecciones municipales desde 1979 |      |      |      |      |      |      |      |      |      |      |      |      |
| Partido                                                         | 1979 | 1983 | 1987 | 1991 | 1995 | 1999 | 2003 | 2007 | 2011 | 2015 | 2019 | 2023 |
| AP / PP                                                         |      | 2    | 2    | 3    | 5    | 4    | 4    | 4    | 5    | 6    | 5    | 5    |
| PSOE                                                            |      | 3    | 3    | 2    | 2    | 3    | 2    | 3    | 2    | 1    | 2    | 2    |
| AIC/IMC                                                         |      |      | 2    | 2    |      |      | 1    |      |      |      |      |      |
| CIV                                                             |      | 2    |      |      |      |      |      |      |      |      |      |      |
| AE                                                              | 3    |      |      |      |      |      |      |      |      |      |      |      |
| UCD                                                             | 4    |      |      |      |      |      |      |      |      |      |      |      |
| Total                                                           | 7    | 7    | 7    | 7    | 7    | 7    | 7    | 7    | 7    | 7    | 7    | 7    |

### Reparto de votos en las elecciones municipales desde 1979
| Concejales por partido en las elecciones municipales desde 1979 |               |               |               |               |               |               |               |               |               |               |               |               |
| Partido                                                         | 1979          | 1983          | 1987          | 1991          | 1995          | 1999          | 2003          | 2007          | 2011          | 2015          | 2019          | 2023          |
| AP / PP                                                         |               | 124 (24,65 %) | 140 (28,69 %) | 469 (37,22 %) | 233 (65,27 %) | 181 (59,34 %) | 153 (50,16 %) | 156 (57,14 %) | 173 (70,61 %) | 160 (76,92 %) | 129 (59,45 %) | 118 (61,78 %) |
| PSOE                                                            |               | 211 (41,95 %) | 182 (37,3 %)  | 118 (25,99 %) | 110 (30,81 %) | 120 (39,34 %) | 96 (31,48 %)  | 114 (41,76 %) | 67 (27,35 %)  | 37 (17,79 %)  | 59 (27,19 %)  | 64 (33,50 %)  |
| AIC/IMC                                                         |               |               | 131 (26,84 %) | 163 (35,9 %)  |               |               | 54 (17,7 %)   |               |               |               |               |               |
| CIV                                                             |               | 168 (33,4 %)  |               |               |               |               |               |               |               |               |               |               |
| AE                                                              | 209 (45,04 %) |               |               |               |               |               |               |               |               |               |               |               |
| UCD / CDS                                                       | 255 (54,96 %) |               | 29 (5,94 %)   |               |               |               |               |               |               |               |               |               |
| COMPROMIS MUNICIPAL                                             |               |               |               |               |               |               |               |               |               |               | 23 (10,6 %)   |               |
| Votos válidos                                                   | 464 (100 %)   | 503 (100 %)   | 488 (98,99 %) | 454 (100 %)   | 357 (97,81 %) | 305 (98,39 %) | 305 (99,67 %) | 273 (98,56 %) | 245 (98,39 %) | 218 (97,65 %) | 217 (84,15 %) | 191 (%)       |
| Votos en blanco                                                 | 0 (0 %)       | 0 (0 %)       | 6 (1,23 %)    | 4 (0,88 %)    | 14 (3,92 %)   | 4 (1,31 %)    | 2 (0,66 %)    | 3 (1,1 %)     | 5 (2,04 %)    | 11 (5,29 %)   | 6 (2,76 %)    | 9 (%)         |
| Votos nulos                                                     | 0 (0 %)       | 0 (0 %)       | 5 (1,01 %)    | 0 (0 %)       | 8 (2,19 %)    | 5 (1,61 %)    | 1 (0,33 %)    | 4 (1,44 %)    | 4 (1,61 %)    | 5 (2,35 %)    | 6 (2,69 %)    | 7 (%)         |
| Total censo electoral                                           | 684           | 665           | 633           | 606           | 573           | 488           | 440           | 369           | 311           | 277           | 265           | 253           |
| Total votantes                                                  | 464 (67,84 %) | 503 (75,64 %) | 493 (77,88 %) | 454 (74,92 %) | 365 (63,7 %)  | 310 (63,52 %) | 306 (69,55 %) | 277 (75,07 %) | 249 (80,06 %) | 213 (76,90 %) | 223 (84,15 %) | 198 (78,26 %) |
| Abstención                                                      | 220 (32,16 %) | 162 (24,36 %) | 140 (22,12 %) | 152 (25,08 %) | 208 (36,3 %)  | 178 (36,48 %) | 134 (30,45 %) | 92 (24,93 %)  | 62 (19,94 %)  | 64 (23,10 %)  | 42 (15,85 %)  | 55 (%)        |

### Administración y política
Castielfabib depende judicialmente del Partido Judicial de Liria, aunque históricamente dependió del partido judicial de Chelva, hasta la fusión de este al de Liria en 1975, como se demuestra en diversa documentación del Ayuntamiento de Castielfabib, y en su Registro Civil.
Eclesiásticamente, Castielfabib depende del Arzobispado de Valencia, aunque históricamente perteneció al Obispado de Segorbe, hasta 1961. En Castielfabib existen tres parroquias, la de Nuestra Señora de los Ángeles, que controla la iglesia de la localidad de Castielfabib, la ermita de Nuestra Señora de Gracia en las proximidades de la villa y la ermita de San Diego de la Cuesta del Rato; la parroquia de San Joaquín y Santa Bárbara de Arroyo Cerezo; y la de San Marcos de Los Santos. La ermita de San Sebastián del Mas de Jacinto pertenece eclesiásticamente a la parroquia de Torrealta.

## Patrimonio histórico-artístico

### Arquitectura religiosa

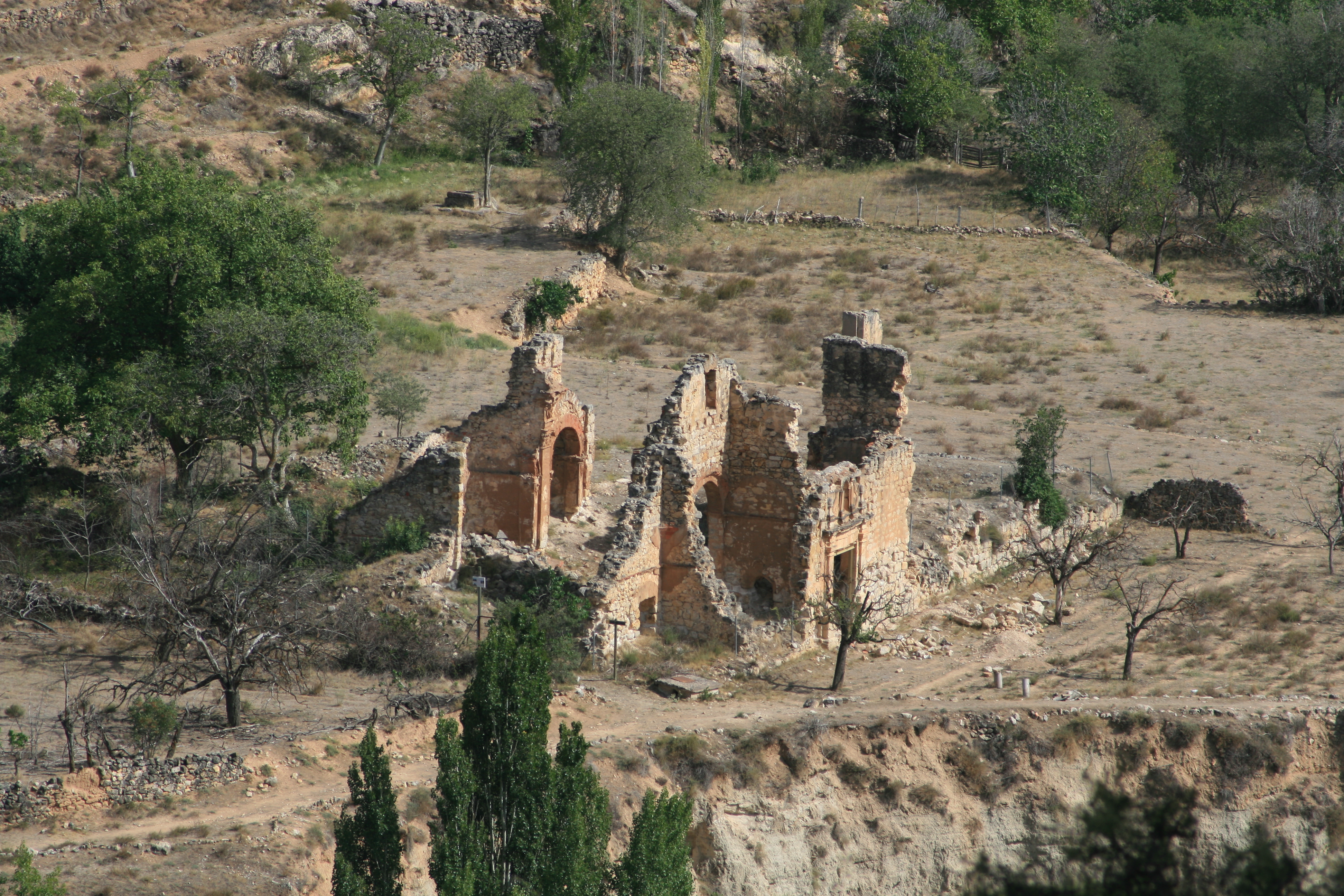
Convento de San Guillermo a inicios del.

- Iglesia parroquial de Nuestra Señora de los Ángeles. Se atribuye su cimentación al siglo XII, siendo destruida a principios del siglo XIX y reconstruida con posterioridad a 1835. El templo separa la parte antigua de la población (llamada Villa Vieja) de la nueva (llamada Villa Nueva[49]), pues para ir de una a otra hay que atravesar un túnel o pasadizo que cruza por debajo de la iglesia (llamado Carrerón). Conserva pinturas murales de estilo gótico y algunos restos de la primitiva fábrica como dos capiteles con la heráldica de la Casa Real de Aragón y de la villa.[50] En el pasado contó con un importante patrimonio mueble,[51] del que hay testimonio hasta tiempos recientes.[52] El Campanario de la iglesia de Nuestra Señora de los Ángeles es una torre exenta (siglo XIV), situada a la cabecera del templo (lado de la epístola), a la que se accede desde el castillo.

En la actualidad el templo se encuentra en restauración. Fue declarado Bien de Interés Cultural (BIC) por la Generalidad Valenciana.

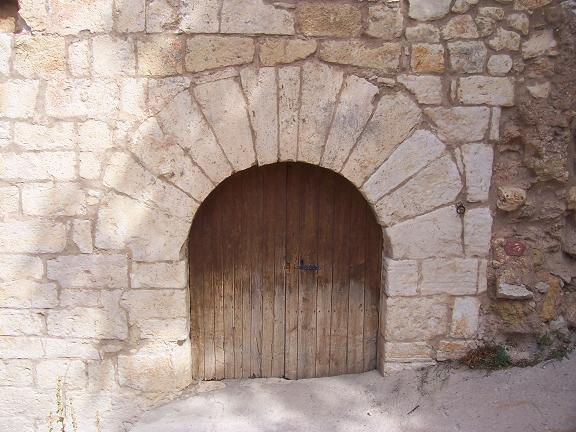
Puerta de la Herrería, iglesia fortaleza

- Ermita de la Virgen de Gracia. Templo de estilo gótico datado en el último cuarto del siglo XIV, fue la primitiva capilla del convento agustino. Actualmente se utiliza como capilla del cementerio municipal. Está declarada Bien de Relevancia Local (BRL) por la Generalidad Valenciana.[54]
- Convento de San Guillermo.[55] Antiguo convento cuya fundación data del siglo XIV (1 de abril de 1394), fecha en que Juan I de Aragón concede autorización a la Orden de los «Hermitaños de San Agustín» para poder «adquirir y poseer bienes de realengo» en Castielfabib.[56] El convento fue ocupado después por la orden de los «Carmelitas de Aragón», que en 1563 todavía se hallaban en el convento.[57] Tras los Carmelitas vinieron los franciscanos observantes de Valencia, que se posesionaron del convento a comienzos del último tercio del siglo XVI (1 de junio de1577), ocupándolo durante casi dos siglos y medio.[57] En 1835 sus monjes fueron exclaustrados y desamortizados sus bienes.[58] Durante la Primera Guerra Carlista (1833-1840) el convento fue usado por los carlistas como hospital militar. Está declarado Bien de Relevancia Local (BRL) por la Generalidad Valenciana.[59]
- Ermita de San Marcos. Templo documentado a principios del siglo siglo XVII,[60] aunque en la actualidad está muy transformado, siendo la última reforma sufrida en la década de los 50 del siglo pasado; está situado en la aldea de Los Santos. Tiene el rango de iglesia parroquial. Está declarada Bien de Relevancia Local (BRL) por la Generalidad Valenciana.[61][62]
- Ermita de San Sebastián. Templo que comienza a estar documentado a principios del siglo XVII,[63] situado en la aldea de Mas de Jacinto En ella se halla una cruz de madera, que según la tradición, procede del Huerto de los Olivos. Depende eclesiásticamente de la parroquia de Torrealta. Está declarada Bien de Relevancia Local (BRL) por la Generalidad Valenciana.[64]
- Ermita de San Diego (también conocida como «de la Inmaculada Concepción» o «de la Purísima»). Templo del siglo XVIII, se caracteriza por no haber sufrido alteraciones en los siglos sucesivos, a diferencia de otras aldeas del término, está situada en la aldea de Cuesta del Rato. Esté declarada Bien de Relevancia Local (BRL) por la Generalidad Valenciana.[65]
- Iglesia Parroquial de San Joaquín y Santa Bárbara. Templo de estilo neoclásico, construido en el siglo XVIII, está situado en la aldea de Arroyo Cerezo. Tiene el rango de iglesia parroquial. Está declarada Bien de Relevancia Local (BRL) por la Generalidad Valenciana.[66]

### Arquitectura civil
- Conjunto Histórico de la Villa de Castielfabib. Se caracteriza por su distribución de tipo medieval y el conjunto de casas y calles pintorescas, además de la curiosa localización de la Iglesia-Fortaleza de Nuestra Señora de los Ángeles, y el castillo.

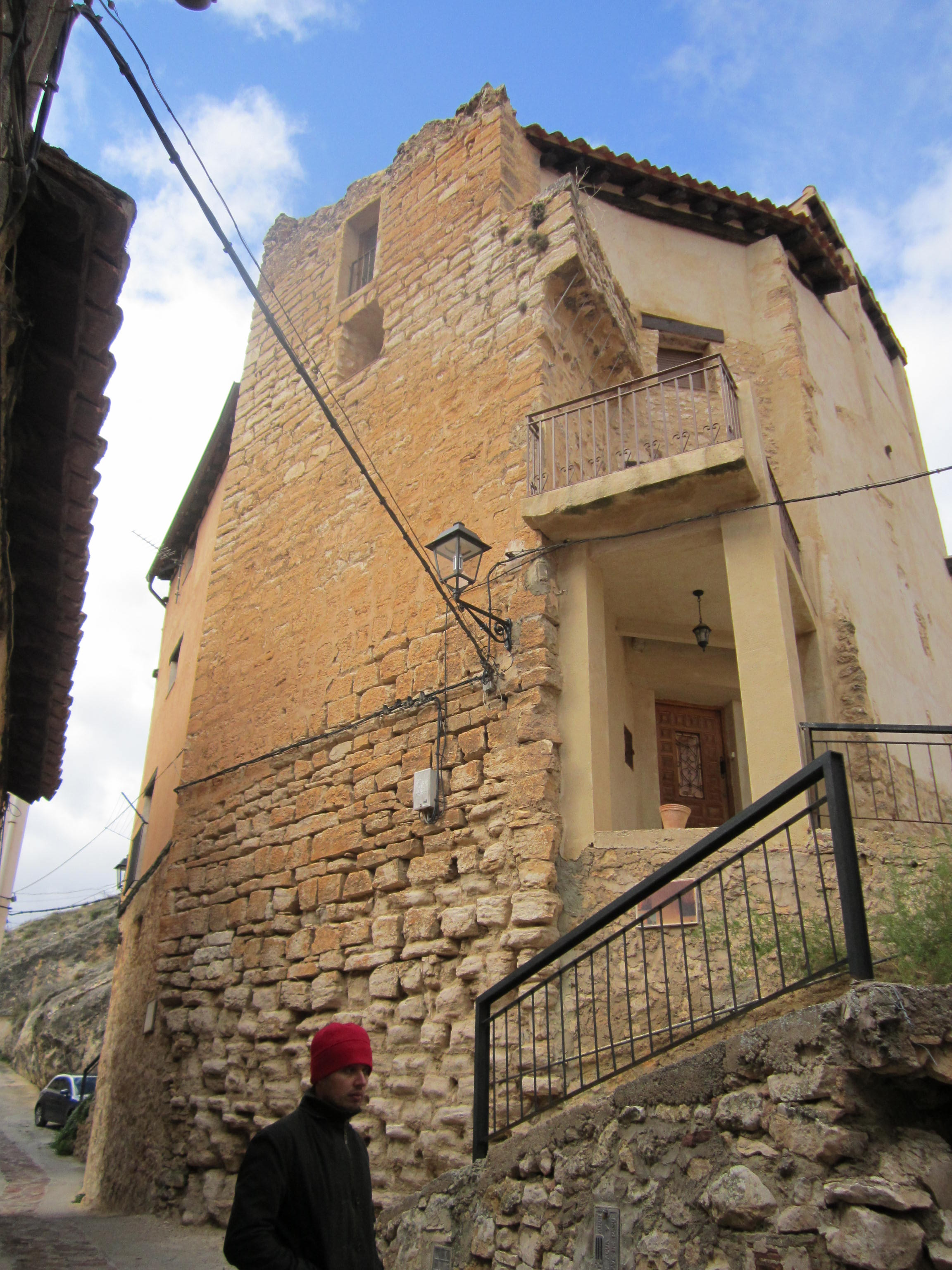
Casa Muralla, antigua torre de las murallas convertida en vivienda

- Castillo de Castielfabib y defensas de la villa. Dominan la población, desde el llamado Monte de Fabio, los restos de un castillo cuya cimentación se considera romana. Este castillo de origen romano fue ampliado durante la dominación musulmana, siendo el más importante de la comarca del Rincón durante la Edad Media. Durante la Primera Guerra Carlista (1833-1840) por los carlistas, pero fue dinamitado por las tropas nacionales al tomar la villa. Sus restos arqueológicos fueron excavados por el arqueólogo Juan José Barragán. Fue declarado Bien de Interés Cultural (BIC) por la Generalidad Valenciana.[67]
- Casa de la Villa. Antigua casa comunal de la villa de Castielfabib. Está datada su existencia en el primer cuarto del siglo XV. Destaca la logia renacentista de la planta baja y el artesonado de madera y pinturas murales de la planta noble. Actualmente está en proceso de restauración.

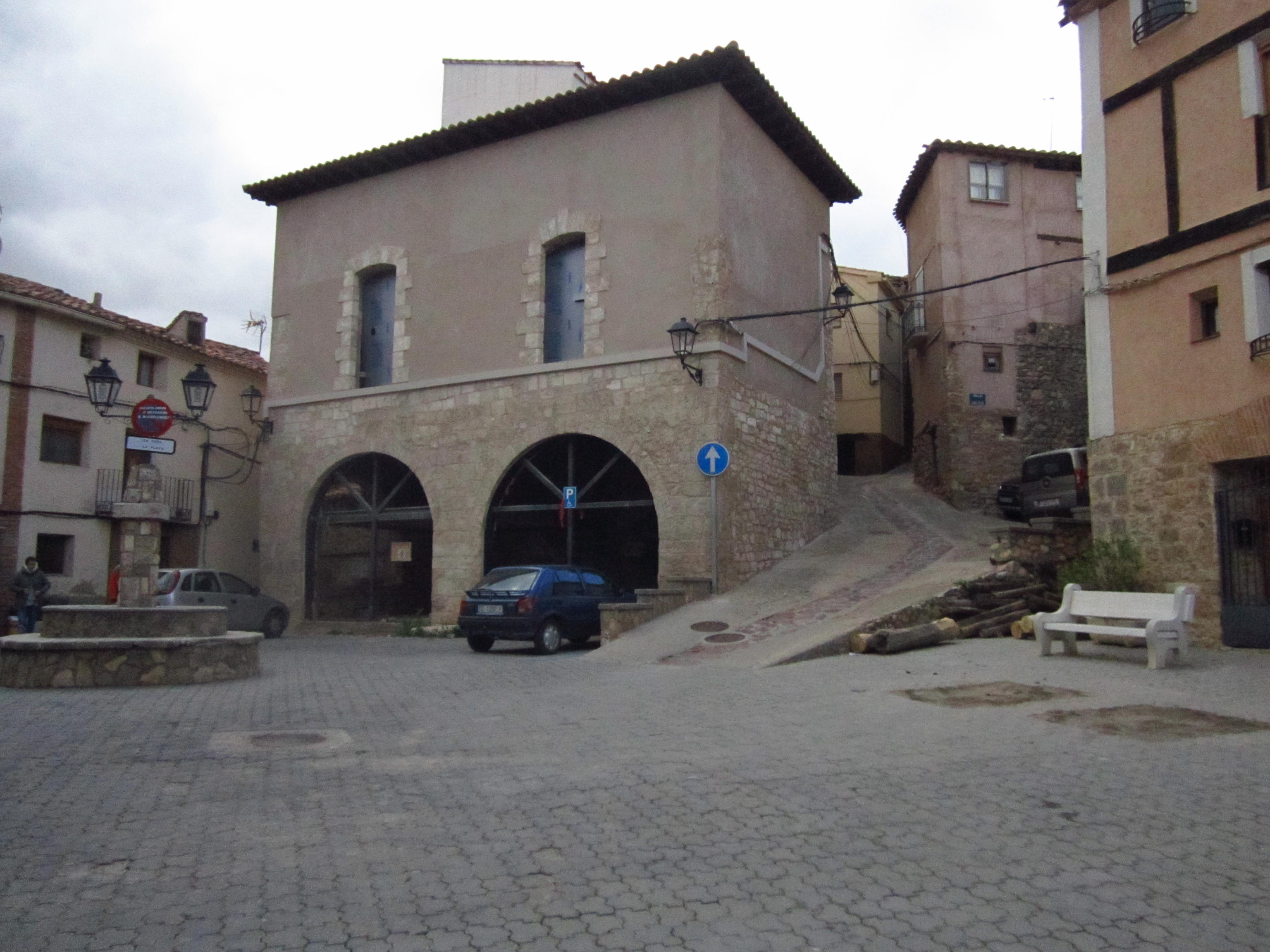
Casa de la Villa, 2014

- Molino de la Villa. Antiguo molino de la Villa de Castielfabib, se sitúa en un hermoso paraje en el río Ebrón.
- Casa Abadía. Antigua rectoría. Se sabe que el párroco de Castielfabib ya vivía en ella en el siglo XVII. La casa fue en origen una torre defensiva de la antigua muralla medieval que poseía la villa.
- Casas de las Tóbedas (Tóbeda de Arriba y Tóbeda de Abajo). Curioso conjunto de casas y corrales deshabitados y parcialmente derruidos, antiguamente constituían una aldea de Castielfabib. Están situadas en un bonito paraje en el cual se destaca el valle y los bosques.
- Corrales de la Nava. Conjunto de casas y corrales, de los cuales algunos aún están en uso, y que antiguamente eran usados en ciertas épocas del año, principalmente eran usados en la época de siega. Están situados en un bonito paraje.
- Central de Castielfabib, ingente obra de ingeniería hidráulica de principios del siglo XX (1914), obra del ingeniero turolense José Torán de la Rad (1888-1932), y una de las más importantes de España en su tiempo, popularmente conocida como «La Central».
- Entre los edificios desaparecidos cabe mencionar el Hospital de Pobres, cuya licencia real para su erección fue dada el 1 de julio de 1446 por Juan II, Lugarteniente General del Reino de Valencia en tiempos de Alfonso V el Magnánimo (1416-1458).[68]

Uno de los mejores lugares para contemplar la villa, el conjunto monumental de la Iglesia-fortaleza y las ruinas del Castillo es La Torreta, resto de torre que cerraba la muralla medieval al poniente, y el propio solar del castillo, desde donde el propio Cavanilles nos describe el paisaje y su entorno a su paso por el lugar en 1792. Últimamente se ha acondicionado un recorrido cultural por el antiguo Recinto amurallado de Castielfabib, jalonado por diez paneles ilustrados, a los que cabe añadir tres espectaculares miradores: Mirador de la Villa Vieja, Mirador El Moral y Mirador de la Peña Garrate.-

### Infraestructuras viarias
- Túneles de Castielfabib, denominados de «La Solana» y de «La Umbría», fueron labrados durante la Dictadura de Primo de Rivera.[71]
- Puente del Hontanar, sobre la rambla de Tóvedas: importante infraestructura viaria en la carretera N-420, próxima al puerto del Hontanar (1302 m), obra de los años noventa (1998), su ingeniero fue Carlos Sánchez Marín.[72]-[73]

### Patrimonio arqueológico
- Abrigo de las Lomas de Abril, lugar arqueológico con pinturas rupestres del Neolítico situado en El Rodeno de Castielfabib, al noreste del Rincón.[74] Para su visita existe un recorrido circular que incluye los Corrales de los Fantasmas, con restos arqueológicos y muestras de arquitectura tradicional (vernacular) ligados al mundo agrario, además de un área de Microrreserva de flora.[75]
- Ara votiva del Castillejo. Fragmento de lápida romana del siglo I d. C. hallada en la aldea de Los Santos por un vecino en 1955, durante las obras de la actual carretera de acceso (CV-481) desde la carretera N-420, y donada en 1971 al Museo de Prehistoria de Valencia.[20]
- Corrales de la Nava, lugar situado en una zona de cultivo que está situada al noroeste de la población, donde se hallaron dos necrópolis iberas —una en Los Corrales y otra en La Umbría— y un castro o despoblado ibero en el cerro de La Morrita, datados entre los siglos siglo VII a. C. y siglo IV a. C.: Necrópolis de la Nava.[76]

## Patrimonio natural
En el término municipal de Castielfabib existen varios lugares de interés paisajístico y medioambiental:
- Cruz de los Tres Reinos, situado en las proximidades de la aldea castielera de Arroyo Cerezo, en el extremo noroccidental del término, punto trifinio y lugar de encuentro de los antiguos reinos medievales —Aragón, Castilla y Valencia—, donde se dan cita el paisaje, la historia y la leyenda.[77]-[78] Dadas sus características ecológicas, paisajísticas y socioculturales, dicho lugar fue declarado por el Consell de la Generalidad Valenciana como Paraje Natural Municipal el 5 de septiembre de 2014.[79]
- «Mirador de las Hoces del Ebrón», desde el que se puede observar una estupenda vista de la villa, además del valle y las hoces del río Ebrón, las ruinas del antiguo convento franciscano de San Guillermo y la Central Hidroeléctrica.[80]-[81]

## Cultura

### Lengua
La repoblación cristiana de Castielfabib y de la comarca del Rincón de Ademuz en el siglo XIII, fue fundamentalmente aragonesa y en menor medida navarra, determinando el habla aragonesa de la comarca que, con el tiempo, se asimiló al castellano. Ello explica que la actual lengua sea la castellana, aunque las costumbres sean en buena parte aragonesas. El castellano que se habla está lleno de modismos aragoneses, mezclado con palabras de origen valenciano, que coloquialmente los valencianoparlantes llaman habla churra.

### Fiestas y tradiciones populares
Castielfabib celebra sus fiestas patronales en honor de la Virgen de Gracia los días 7, 8, 9, 10 y 11 de septiembre con procesiones, volteos de campanas, asados y verbenas populares.
También celebra la fiesta en honor al patrón de Castielfabib, San Guillermo, el 10 de febrero con baile y asados populares.
Semana Santa, las fiestas más tradicionales del municipio. Tienen lugar actos como: la traída de dos chopos desde la ribera del río hasta la plaza (Viernes Santo), su plantá en la plaza (Sábado Santo), el baile popular del sábado por la noche, el canto de la "Aurora" en las casas de los "Mayorales" y "Mayoralesas" en la madrugada del domingo y las "Cortesías" de la mañana de Pascua con el tradicional volteo humano de las campanas.
Durante la tercera o cuarta semana de agosto se celebran las fiestas del "turista", con gran cantidad de actos lúdicos y deportivos, además de fabulosas verbenas. También en agosto, normalmente durante la última semana de agosto, se celebra la llamada Semana Cultural en la cual se realizan exposiciones, conferencias y conciertos relacionados con la villa de Castielfabib y el Rincón.
Se hacen hogueras para la celebración de la Inmaculada Concepción (el 8 de diciembre), además de un asado popular.

#### Fiestas en las aldeas
El 16 de enero se celebran en todas las aldeas de Castielfabib hogueras en honor a San Antón.
En la aldea de Arroyo Cerezo (conocida popularemente como el Royo) se celebra el primer domingo de octubre las fiestas en honor a San Joaquín, Santa Bárbara y San Roque, patrones de la aldea, con misas y procesiones.
En la aldea de la Cuesta del Rato (conocida popularmente como la Cuesta) se celebran el primer fin de semana de agosto las fiestas de la aldea con verbenas.
En la aldea del Mas de Jacinto (conocida popularmente como la Masada) se celebran el 20 de enero las fiestas en honor a San Sebastián, patrón de la aldea, con hogueras y asados populares.
En la aldea de Los Santos se celebra el 25 de abril las fiestas patronales en honor a San Marcos, patrón de la aldea, con procesión y bailes populares. En la misma aldea, el 13 de diciembre se celebra la fiesta en honor a Santa Lucía, patrona de la aldea.

### Gastronomía
Castielfabib comparte con el resto de localidades del Rincón de Ademuz diversos platos típicos como las gachas, el puchero y otros en los que el cerdo y sus derivados son sus protagonistas.
La almendra, así como la manzana y otras frutas que se cultivan en la feraz vega del río Ebrón son ingredientes insustituibles en la repostería local.
En los últimos tiempos se está potenciando otros productos locales como las setas y el tomate. Estos productos cuentan con sus respectivas jornadas culinarias que se celebran en el complejo turístico de Los Centenares a lo largo del año.